# Educação nas Seicheles
Este artigo é sobre a educação nas Seicheles e sua evolução das escolas missionárias privadas para a educação pública obrigatória no sistema moderno.

## História
Até meados do século XIX, pouca educação formal estava disponível nas Seicheles. Tanto a Igreja Católica Romana quanto a Igreja Anglicana abriram escolas missionárias em 1851. As missões continuaram a operar as escolas secundárias — a Faculdade Seicheles, dirigida pelos Irmãos de Instrução Cristã e o Convento Regina Mundi, dirigido pelas Irmãs de São José de Cluny — mesmo depois que o governo tornou-se responsável pela educação em 1944, embora as escolas primárias tenham se estabelecido em todas as ilhas, principalmente com professores não-treinados. Após a abertura de uma escola de formação de professores em 1959, “para atender aos professores promissores sem formação prévia e para formar novos candidatos ao ensino” (citação do artigo de S. Quinlan: “A Escola de Formação de Professores” no Boletim do Governo das Seicheles, 27 de julho de 1961) foi oferecido um curso de treinamento de dois anos para professores do ensino médio ou um de um ano para professores do ensino primário em serviço, resultando na disponibilização de professores treinados localmente. Desde 1981, um sistema de educação gratuita tem exigido, na prática, a frequência de todas as crianças do primeiro ao nono ano, começando aos cinco anos de idade. Antigamente, as crianças em idade escolar eram obrigadas a participar do National Youth Service (NYS).
A taxa de alfabetização de crianças em idade escolar subiu para mais de 90% no final dos anos 80. Muitos dos seichelenses mais velhos não tinham sido ensinados a ler ou escrever na infância, mas as aulas de educação de adultos ajudaram a aumentar a alfabetização de adultos de 60% para 85% em 1991.

## Estado atual
A educação é obrigatória até os 16 anos e gratuita até a idade de 18 anos. Os estudantes devem pagar por uniformes, mas não por livros ou mensalidades. Em 2002, a taxa bruta de matrícula na escola primária era de 114% e a taxa líquida de matrícula na escola primária era de 100%. As taxas de matrícula bruta e líquida são baseadas no número de alunos formalmente matriculados na escola primária e, portanto, não refletem necessariamente a frequência escolar real. Estatísticas de frequência à escola primária não estão disponíveis para Seicheles. Em 2002, 99% das crianças que iniciaram a escola primária provavelmente alcançariam a 5ª série.
As crianças são ensinadas primeiro a ler e escrever em crioulo. A partir do terceiro ano, o inglês é usado como idioma de ensino em determinados assuntos. O francês é introduzido no sexto ano.
Em 17 de setembro de 2009, a Universidade de Seicheles foi estabelecida. Atualmente, existem 175 alunos baseados em dois campi. O campus principal está situado em Anse Royale e o segundo campus da Escola de Educação está localizado em Mont Fleuri.